# Tisbe dobzhanskii
Tisbe dobzhanskii är en kräftdjursart som beskrevs av Volk. -rocco och Jules Aimé Battandier 1972. Tisbe dobzhanskii ingår i släktet Tisbe och familjen Tisbidae. Inga underarter finns listade i Catalogue of Life.